# Partie civile en France
La partie civile est la personne qui s'estime victime d'une infraction à propos de laquelle l'action publique a été déclenchée, par le ministère public ou le doyen des juges d'instruction, devant les juridictions répressives et qui entend, à ce titre, obtenir une indemnisation de son préjudice.
Cette procédure particulière permet de conjuguer action civile et action pénale. Une fois que la juridiction a statué au pénal, elle examine les demandes civiles de dommages-intérêts.

## La constitution de partie civile

### Conditions
Pour pouvoir se constituer partie civile il faut :
- avoir la qualité de victime c'est-à-dire être la victime d'un dommage direct et personnel ;
- avoir un intérêt à agir ;
- avoir qualité pour agir au jour où l'action est introduite.

### Procédure
Il y a deux voies pour se constituer partie civile : action et intervention. Par ailleurs, la victime peut agir au pénal sans se constituer partie civile, par le biais de la citation directe.

#### Par voie d'action
Depuis la loi du 1er juillet 2007, la constitution de partie civile est subordonnée au dépôt de plainte à la suite de laquelle le procureur de la République renonce à exercer l'action publique ou reste silencieux pendant 3 mois.
Il est à noter que la constitution de partie civile est possible pour les crimes et délits en matière électorale et en ce qui concerne les délits de presse, sans qu'il précède une plainte simple.

#### Par voie d'intervention
Celle-ci permet de se constituer partie civile dans une procédure dans laquelle le ministère public poursuit déjà l'auteur d'une infraction. La constitution de partie civile doit alors avoir lieu au plus tard durant l'audience de la première instance, avant que le procureur de la République ne s'exprime.

#### La citation directe
La citation directe par la victime est un moyen d'action en justice qui ne nécessite pas la constitution de partie civile. Ce mode d'action est valable pour les infractions de type contravention ou délit mais ne peut pas être employé pour les crimes.
Lors d'une citation directe, aucune instruction n'est effectuée par le procureur de la République ou un juge d'instruction, et la victime doit apporter elle-même la preuve suffisante de la culpabilité de l'auteur de l'infraction lors de l'audience ainsi que de l'étendue des dommages subis s'il y a lieu. Lors de cette procédure, la victime fait parvenir par huissier à la personne poursuivie la signification des faits qui lui sont reprochés ainsi que la date d'audience qui aura été fixée en accord avec le parquet.
Lorsqu'une victime dépose une plainte avec constitution de partie civile, elle ne peut plus effectuer de citation directe à l'auteur pour les mêmes faits.
En cas de relaxe de la personne poursuivie, cette dernière peut attaquer aux dépens l'initiateur de la citation directe pour les frais de défense engagés dans la procédure.